# Castell de sa Reganyada
El castell de sa Reganyada es trobaria al cim de la Serra de Bellmunt, on hi ha actualment el Santuari de Bellmunt. El turonet que s'alça al davant de l'ermita conserva el nom de Sa Reganyada (o més popularment Serra Grenyada). Lloc estratègic degut a la seva visibilitat, 
es veu la plana de Vic, els Pirineus, la vall del Ges i el Bisaura.

## Història
La fortalesa, que ja devia existir des d'abans del 1020, es documenta inicialment com a castell l'any 1031 en el testament del comte de Besalú Bernat I de Besalú on deixa al seu fill Guillem I de Besalú diversos castells d'aquest sector com els de Besora, Curull, Urtig, Vacarices, Lluçà i Reganyada que tenia per empenyorament de la comtessa Ermessenda de Carcassona i que formaven part de la mateixa línia defensiva. Reganyada seguí les mateixes vicissituds que el castell de Curull, o sigui que fins al principi del segle xiv estigué en mans de la família Montcada i després, s'incorporà a la corona. El 1358 consta que el castell de Sa Reganyada era alou de Ramon de Gurb, feudatari de Bernat III de Cabrera comte d'Osona.
És força probable que es construís una petita capella relacionada amb el castell. Amb el temps, el castell hauria anat perdent importància estratègica fins a ser abandonat. Contràriament, la capella s'hauria convertit en ermita i hauria adquirit un valor especial per la gent dels voltants.

## Arquitectura
Tot i que la documentació l'anomena castell, l'escabrositat del terreny no permetria que fos de gran envergadura. Podria ser una petita fortalesa secundària, un punt estratègic dins un conjunt defensiu més ampli format pels castells de Torelló, Besora, Curull i Urtig. Una torre i algunes petites construccions, tot envoltat de muralles.